# Claus-7 (marca)
Claus-7 Deportes es una marca chilena nacida en el año 2019, dedicada a la fabricación  de calzado, ropa deportiva y otros productos relacionados con el deporte. Su sede principal se encuentra en Antofagasta, Chile.
Fue fundada por Claudio Castillo Barraza, bajo la razón social de Blue Service S.p.A., la cual se encuentra ubicada en la calle Capitán Carlos Condell 1949, dentro de la ciudad de Antofagasta.

## Patrocinio

### Fútbol
- Deportes Limache (2019-)
- Deportes Antofagasta (2021-)
- Unión San Felipe (2021-)
- Deportes Copiapó (2022-2024)
- San Luis (2025-)

## Enlaces
- Claus-7 en Instagram
- Claus-7 en Facebook
- Claus-7 en Twitter